# Daniel Jacob Wilster
Daniel Jacob Wilster (9. december 1669 i København – 21. juli 1732 i Sankt Petersborg) var en dansk/svensk/russisk søofficer, bror til Peter Jacob, Joachim Jacob og Martin Jacob Wilster samt far til Jørgen Fogh-Wilster.

## I dansk tjeneste
Han var søn af tøjmester Johan Jacobsen Wilster (født i Holsten 1623, død 24. marts 1693) og Cathrine Hornbuch (1633-1719). Wilster blev 1685 lærling i Søetaten, foretog flere rejser til Vest- og Ostindien og senere med danske orlogsskibe. 1690 og 1695 var han i udenlandsk krigstjeneste. 1694 blev han løjtnant i Søetaten, 1697 kaptajnløjtnant, 1700 kaptajn, 1705 kommandørkaptajn, 1710 kommandør og året efter schoutbynacht.
1694-95 gjorde han tjeneste i orlogsskibet Lindormen under Just Juel, 1696 førte han fregatten Hejren i Østersøen, 1698 tiltaltes han for at have kaveret for oberst Mules ulovlige ægteskab, men erholdt dog pardon. 1700 sendtes han som chef for Hejren med to andre fregatter til Pillau og stilledes til kongen af Polens disposition; ved hjemkomsten i efteråret måtte han ty ind til Præstø for ikke at falde i hænderne på den svenske flåde. 1704 førte Wilster fregatten Ørnen på Frederik IV's Norgesrejse, 1705 ansattes han ved indrulleringen i Slesvig, men forflyttedes 1707 til Stavanger og 1708 til Bragenæs distrikt, hvor han med sit stridbare sind kom i klammeri med sin mynstringsskriver og pådrog sig en alvorlig reprimande af Generalkommissariatet. 1710 førte han orlogsskibet Beskjærmeren i Østersøen, og året efter var han chef for flådeafdelingen i Norge; med denne skulle han holde den svenske Göteborgeskadre i skak og standse dens utålelige kaperier i Kattegat. Admiralitetet fik dog
mange ærgrelser af ham; han gjorde ikke sin pligt, var altid utilfreds og fortrædigede den flinke kommandørkaptajn Hans Knoff. Da han 1712 ved sin overdrevne forsigtighed lod en stor svensk konvoj slippe ind til Göteborg, brast Admiralitetets tålmodighed; Frants Trojel opsendtes som hans afløser, og som arrestant førtes Wilster til København, hvor han ved en krigsret dømtes fra sin charge. Frederik IV formildede dog dommen til afsked i nåde; til tak herfor blev Wilster forræder og gik over til svenskerne.

## I svensk tjeneste
I 1715 deltog Wilster som chef for det svenske orlogsskib Stockholm i slaget ved Jasmund; han kæmpede tappert mod de danske, fældede viceadmiral Just Juel og mistede selv et ben. Til belønning for sit forhold forfremmedes han til viceadmiral. Som sådan førte han 1716 en flåde i Østersøen på 16 orlogsskibe, med hvilke han forjog admiral Ulrik Kaas' eskadre i farvandene.

## I russisk tjeneste
Wilster var imidlertid for urolig en karakter til synderlig længe at kunne finde sig til rette samme sted; snart vakte han misnøje i Sverige og forlod derfor dette land, hvorefter han tog ansættelse i Rusland ved den der nyoprettede flåde, 1721 var han russisk viceadmiral og medlem af Admiralitetskollegiet, 1722 førte han en mindre eskadre i Nordsøen, året efter sattes han i spidsen for en ekspedition til Madagaskar; skibene led imidlertid havari på udrejsen, og foretagendet blev opgivet. Ved Peter den Stores død 1725 var Wilster et af de fornemste medlemmer i kollegiet, Ridder af Andreasordenen osv., men nød for øvrigt kun ringe personlig agtelse. 1727 udnævntes han til chef for Marineakademierne og 1729 for stationen i Kronstadt. Snart dalede dog hans stjerne; i september 1729 blev han reprimanderet for sin opførsel mod den dansk-russiske admiral Peter Sivers; da han ikke ville falde til føje, erholdt han året efter afsked fra sin stilling i Kronstadt og forflyttedes til Sankt Petersborg. Også der fornægtede hans halsstarrighed sig ikke; han stilledes da for en krigsret for underslæb; men inden denne havde fældet dom, afgik han ved døden, 21. juli 1732, i Sankt Petersborg. Hans enke flyttede tilbage til Danmark.

## Ægteskaber
Wilster blev gift 1. gang 1696 med Ida Jellis (Cornelis) (født i Holland - februar 1705 i København).
Han blev gift 2. gang 26. maj 1706 i Helligåndskirken med Catharine Fogh (ca. 1677 - 29. juni 1757 på Ryomgård, gift 1. gang med amtsforvalter i Aarhus Enevold Randulff, 1666-1704), datter af borgmester, stadsoberst, højesteretsassessor Jørgen Fogh (ca. 1631-1685) og Karen (Catharine) Schumacher (ca. 1644-1700), som var en søster av Peder Schumacher Griffenfeld! 